# Marshall (Name)
Marshall ist ein englischer Vor- und Familienname.

## Herkunft und Bedeutung
Der Name „Marshall“ ist die englische Schreibweise von Marschall, setzt sich aus den althochdeutschen Wörtern mare „Pferd“ und scalc „Knecht“, „Diener“ zusammen und bezeichnete ursprünglich den Stallknecht, später aber – wie Mundschenk und Kämmerer – einen der höchsten militärischen Ränge.

## Varianten
- deutsch: Marschall (Familienname) auch Marschal
- englisch: Marshall, Marshal
- französisch: Maréchal
- italienisch Maresciallo, historisch auch Maniscalco
- niederländisch: Maarschalk
- portugiesisch: Marechal
- spanisch: Mariscal

## Vorname
- Marshall Allman (* 1984), US-amerikanischer Schauspieler
- Marshall Bell (* 1942), US-amerikanischer Schauspieler
- Marshall S. Carter (1909–1993), Offizier in der United States Army
- Marshall Clagett (1916–2005), US-amerikanischer Wissenschaftshistoriker
- Marshall Davidson Hatch (* 1932), australischer Biochemiker und Pflanzenphysiologe
- Marshall Faulk (* 1973), US-amerikanischer American-Football-Spieler
- Marshall Field (1834–1906), US-amerikanischer Unternehmer
- Marshall Fixman (1930–2016), US-amerikanischer Chemiker
- Marshall G. S. Hodgson (1922–1968), US-amerikanischer Historiker und Islamwissenschaftler
- Marshall Gilkes (* 1978), US-amerikanischer Jazz-Posaunist
- Marshall Grant (1928–2011), US-amerikanischer Musiker
- Marshall Hall (1790–1857), englischer Physiologe
- Marshall Hall (1910–1990), US-amerikanischer Gruppentheoretiker
- Marshall Harvey Stone (1903–1989), US-amerikanischer Mathematiker
- Marshall Howard Saville (1867–1935), US-amerikanischer Amerika-Archäologe
- Marshall Jefferson (* 1959), US-amerikanischer DJ und Musiker
- Marshall Jewell (1825–1883), US-amerikanischer Politiker der Republikanischen Partei
- Marshall Johnston (* 1941), kanadischer Eishockeyspieler, -trainer und -funktionär
- Marshall Ledbetter (1969–2003), US-amerikanischer Psychadelic-Enthusiast und Aktivist
- Marshall Bruce Mathers III (Eminem) (* 1972), US-amerikanischer Rapper und Produzent
- Marshall McDonald (* 1959), US-amerikanischer Jazzmusiker
- Marshall McLuhan (1911–1980), kanadischer Medientheoretiker
- Marshall F. Moore (1829–1870), US-amerikanischer Politiker
- Marshall Napier (1951–2022), neuseeländischer Schauspieler
- Marshall Neilan (1891–1958), US-amerikanischer Filmproduzent, Drehbuchautor, Filmregisseur und Schauspieler
- Marshall Warren Nirenberg (1927–2010), US-amerikanischer Biochemiker und Genetiker
- Marshall Otwell (* 1944), US-amerikanischer Jazzmusiker
- Marshall Phillips (* 1975), US-amerikanischer Basketballspieler
- Marshall Rogers (1950–2007), US-amerikanischer Comiczeichner
- Marshall B. Rosenberg (1934–2015), US-amerikanischer Psychologe
- Marshall Rosenbluth (1927–2003), US-amerikanischer Physiker
- Marshall Royal (1912–1995), US-amerikanischer Jazz-Baritonsaxophonist, Klarinettist des Swing
- Marshall Sahlins (1930–2021), US-amerikanischer Anthropologe
- Marshall D. Shulman (1916–2007), US-amerikanischer Politikwissenschaftler
- Marshall Stearns (1908–1966), US-amerikanischer Jazz-Historiker und Professor für englische Literatur
- Marshall Teague (1922–1959), US-amerikanischer Autorennfahrer
- Marshall Thompson (1925–1992), US-amerikanischer Schauspieler
- Marshall Vente (* ≈1955), US-amerikanischer Jazzmusiker
- Norman Marshall Villeneuve (1938–2025), kanadischer Jazzmusiker
- Marshall Wayne (1912–1999), US-amerikanischer Wasserspringer und Olympiasieger

## Familienname

### A
- Adolphus Marshall (* 1992), liberianischer Fußballspieler
- Agnes Marshall (* 1855 als Agnes Bertha Smith; † 1905), englische Köchin, Autorin und Erfinderin
- Alan Marshall (* 1938), britischer Filmproduzent
- Alan G. Marshall (* 1944), US-amerikanischer Chemiker
- Alex Marshall (Bowlsspieler) (* 1967), schottischer Bowlsspieler
- Alex Marshall (Fußballspieler) (Alexander Andre Marshall, * 1998), jamaikanischer Fußballspieler
- Alexander Keith Marshall (1808–1884), US-amerikanischer Politiker
- Alfred Marshall (Politiker) (~1797–1868), US-amerikanischer Politiker
- Alfred Marshall (1842–1924), britischer Nationalökonom
- Alysson Marshall (* 1988), kanadische Skilangläuferin
- Amanda Marshall (* 1972), kanadische Popmusikerin
- Amber Marshall (Schauspielerin) (* 1988), kanadische Schauspielerin
- Amber Marshall (Tennisspielerin) (* 2001), australische Tennisspielerin
- Amelia Marshall (* 1958), US-amerikanische Schauspielerin
- Andrew Marshall (Drehbuchautor) (* 1954), englischer Drehbuchautor und Produzent
- Andrew Marshall (Golfspieler) (* 1973), englischer Golfspieler
- Andrew Marshall (Fußballspieler) (* 1984), US-amerikanischer Fußballspieler
- Andy Marshall (* 1975), englischer Fußballspieler
- Ann Marshall (* 1957), US-amerikanische Schwimmerin
- Anna Calder-Marshall (* 1947), britische Schauspielerin
- Anthony Marshall (Tennisspieler) (* 1985), barbadischer Tennisspieler
- Anthony Dryden Marshall (1924–2014), US-amerikanischer Diplomat, Geheimdienstler und Theaterproduzent
- Archie Marshall (* 1952), britischer Eisschnellläufer
- Arthur Marshall (Fußballspieler) (1877–??), englischer Fußballspieler
- Arthur Marshall (Komponist) (1881–1968), US-amerikanischer Komponist und Pianist
- Arthur Marshall (Ingenieur) (1903–2007), britischer Flugzeugkonstrukteur, Fluglehrer, Testpilot, Vorstandsvorsitzender der Marshall Aerospace
- Arthur Marshall (Schauspieler) (1918–1988), US-amerikanischer Schauspieler
- Audrey Marshall (* ~1925), englische Badmintonspielerin
- Azad Marshall, pakistanischer Bischof

### B
- Barry Marshall (* 1951), australischer Mediziner
- Ben Marshall (Fußballspieler) (* 1991), englischer Fußballspieler
- Ben Marshall (Eishockeyspieler) (* 1992), US-amerikanischer Eishockeyspieler
- Benjamin Marshall (1768–1835), englischer Maler
- Benjamin Marshall (Architekt) (1874–1944), US-amerikanischer Architekt
- Benji Marshall (* 1985), neuseeländischer Rugby-League-Spieler
- Bert Marshall (Albert Leroy Marshall; * 1943), kanadischer Eishockeyspieler, -trainer und -scout
- Bertie Marshall (1936–2012), Musiker auf der modernen Steel Pan
- Beryl Marshall (1929–2015), argentinische Schwimmerin
- Billy Marshall (1936–2007), englischer Fußballspieler
- Bob Marshall (Umweltaktivist) (1901–1939), US-amerikanischer Umweltaktivist, Schriftsteller und Förster
- Bob Marshall (Billardspieler) (1910–2004), australischer Billardspieler und Politiker
- Bob Marshall (Politiker, 1934) (1934–2012), US-amerikanischer Politiker
- Bob Marshall (Politiker, 1937) (* 1937), US-amerikanischer Politiker
- Bob Marshall (Politiker, 1944) (* 1944), US-amerikanischer Politiker
- Brandon Marshall (* 1984), US-amerikanischer Footballspieler
- Brenda Marshall (1915–1992), US-amerikanische Schauspielerin
- Brian Marshall (Leichtathlet) (* 1965), kanadischer Hochspringer
- Brian Marshall (* 1973), US-amerikanischer Musiker
- Bronwyn Marshall (* 1963), australische Basketballspielerin
- Bruce Marshall (1899–1987), schottischer Schriftsteller
- Bryan Marshall (Schauspieler) (1938–2019), britischer Schauspieler
- Bryan Marshall (Eishockeyspieler) (* 1983), US-amerikanischer Eishockeyspieler

### C
- Callum Marshall (* 2004), nordirischer Fußballspieler
- Caroline Marshall Woodward (1828–1890), US-amerikanische Autorin
- Catherine Marshall (1880–1961), britische Frauenrechtlerin und Pazifistin
- Chad Marshall (* 1984), US-amerikanischer Fußballspieler
- Chan Marshall, Geburtsname von Cat Power (* 1972), US-amerikanische Songwriterin
- Charles Marshall (Komponist) (1857–1927), britischer Komponist
- Charles Marshall (Rugbyspieler) (1886–1947), britischer Rugbyspieler
- Charles Marshall (Sänger) (Bühnenname Carlo Marziale; 1886–1951), US-amerikanischer Opernsänger (Tenor)
- Charles Marshall (Radsportler) (1901–1973), britischer Radrennfahrer
- Charles Marshall (Fußballschiedsrichter) (1939–2022), bermudischer Fußballschiedsrichter und Fußballfunktionär
- Charles A. Marshall (1898–1985), US-amerikanischer Kameramann
- Charles Henry Tilson Marshall (1841–1927), britischer Vogelkundler
- Charles Robertshaw Marshall (1869–1952), britischer Physiologe und Pharmakologe
- Chelsea Marshall (* 1986), US-amerikanische Skirennläuferin
- Christabel Marshall (1871–1960), englisch-britische Suffragette, Dramatikerin und Autorin
- Christine Marshall (* 1986), US-amerikanische Schwimmerin
- Clive Marshall (* 1939), britischer Ruderer
- Cody Marshall (* 1982), US-amerikanischer Skirennläufer
- Colin Marshall, Baron Marshall of Knightsbridge (1933–2012), britischer Spitzenmanager und Abgeordneter im House of Lords
- Cy Marshall (1902–1974), US-amerikanischer Rennfahrer

### D
- Daniel Marshall (1706–1784), US-amerikanischer Geistlicher
- Daniel Grey Marshall, US-amerikanischer Schriftsteller, siehe No Exit (Roman)
- Dave Marshall (Baseballspieler) (David Lewis Marshall; 1943–2019), US-amerikanischer Baseballspieler
- Dave Marshall (Musiker), US-amerikanischer Gitarrist
- David Marshall (Politiker, 1846) (1846–1920), kanadischer Politiker
- David Marshall (Politiker, 1941) (* 1941), schottischer Politiker
- David Marshall (Spezialeffektkünstler), US-amerikanischer Spezialeffektkünstler, Regisseur und Produzent
- David Marshall (Footballspieler) (* 1960), australischer Footballspieler
- David Marshall (Ozeanograf), Ozeanograf
- David Marshall (Fußballspieler) (* 1985), schottischer Fußballspieler
- David Marshall (Eishockeyspieler) (* 1985), US-amerikanischer Eishockeyspieler
- David A. Marshall (* 1978), US-amerikanischer Politiker
- David B. Marshall (1926–2011), US-amerikanischer Ornithologe
- David Saul Marshall (1908–1995), singapurischer Politiker
- P. David Marshall (* 1958), Kommunikationswissenschaftler
- Dennis Marshall (Fußballspieler, 1959) (Dennis Guy Marshall Herron; * 1959), costa-ricanischer Fußballspieler
- Dennis Marshall (Fußballspieler, 1985) (Dennis Amos Marshall Maxwell; 1985–2011), costa-ricanischer Fußballspieler
- Diane Marshall-Green (* 1980), US-amerikanische Schauspielerin
- Dodie Marshall (* 1934), britische Schauspielerin
- Don Marshall (Eishockeyspieler) (Donald Robert Marshall; 1932–2024), kanadischer Eishockeyspieler
- Don Marshall (Schauspieler) (Donald James Marshall; 1936–2016), US-amerikanischer Schauspieler
- Donyell Marshall (* 1973), US-amerikanischer Basketballspieler

### E
- E. G. Marshall (1914–1998), US-amerikanischer Schauspieler
- E. Pierce Marshall (1939–2006), US-amerikanischer Unternehmer
- Eddie Marshall (1938–2011), US-amerikanischer Jazz-Schlagzeuger
- Edison Marshall (1894–1967), US-amerikanischer Schriftsteller
- Edmund Marshall (Geistlicher) († nach 1771), britischer Pfarrer und Autor
- Edmund Marshall (Politiker) (* 1940), britischer Politiker und Kirchenmann
- Edward Marshall (Ruderer) (1908–1984), US-amerikanischer Ruderer
- Edward C. Marshall (1821–1893), US-amerikanischer Politiker
- Edward Marshall Hall (1858–1927), britischer Strafverteidiger
- Elaine Marshall (* 1945), US-amerikanische Juristin, Politikerin und Staatssekretärin North Carolinas
- Elicia Marshall (* 1979), US-amerikanische Synchronschwimmerin
- Emil Marshall (* 2000), deutscher Basketballspieler
- Eric Marshall (1879–1963), britischer Polarforscher
- Ethel Marshall (1924–2013), US-amerikanische Badmintonspielerin
- Eustace Marshall (* 1997), dominicanischer Fußballspieler

### F
- Fiona B. Marshall, US-amerikanische Archäologin und Anthropologin
- Francis Hugh Adam Marshall (1878–1949), britischer Physiologe
- Frank Marshall (Schachspieler) (1877–1944), US-amerikanischer Schachspieler
- Frank Marshall (Produzent) (* 1946), amerikanischer Filmproduzent, Filmregisseur und Schauspieler
- Frank Marshall, Baron Marshall of Leeds (1915–1990), britischer Politiker und Rechtsanwalt
- Frank Marshall i King (1883–1959), katalanischer Pianist, Komponist und Musikpädagoge
- Fred Marshall (1906–1985), US-amerikanischer Politiker
- Frederick Henry Marshall (1878–1955), britischer Klassischer Archäologe und Philologe

### G
- Garland R. Marshall (* 1940), US-amerikanischer Biochemiker
- Garry Marshall (1934–2016), US-amerikanischer Regisseur, Schauspieler und Filmproduzent
- George Marshall (Leichtathlet) (1876–nach 1896), britischer Leichtathlet
- George Marshall (Regisseur) (1891–1975), US-amerikanischer Filmregisseur, Drehbuchautor, Filmproduzent und Schauspieler
- George A. Marshall (1851–1899), US-amerikanischer Politiker
- George C. Marshall (1880–1959), US-amerikanischer General und Politiker
- George Frederick Leycester Marshall (1843–1934), britischer Offizier und Zoologe
- George Preston Marshall (1896–1969), US-amerikanischer American-Football-Funktionär
- Geoffrey Marshall (1929–2003), britischer Verfassungsrechtler
- Gordon Marshall (* 1964), schottischer Fußballspieler
- Gordon S. Marshall († 2015), US-amerikanischer Unternehmer und Philanthrop
- Grant Marshall (* 1973), kanadischer Eishockeyspieler

### H
- Hannah Marshall (* um 1980), US-amerikanische Jazz- und Improvisationsmusikerin
- Harriet Gibbs Marshall (1868–1941), US-amerikanische Pianistin
- Harry Marshall (1872–1936), schottischer Fußballspieler
- Henry Marshall (Politiker) (1805–1864), US-amerikanischer Politiker
- Henry Rutgers Marshall (1852–1927), US-amerikanischer Architekt und Psychologe
- Herbert Marshall (1890–1966), britischer Film- und Theaterschauspieler
- Humphrey Marshall (1722–1801), US-amerikanischer Botaniker, siehe Humphry Marshall
- Humphrey Marshall (Politiker, 1760) (1760–1841), US-amerikanischer Politiker
- Humphrey Marshall (Politiker, 1812) (1812–1872), US-amerikanischer Politiker und Offizier
- Humphry Marshall (1722–1801), US-amerikanischer Botaniker

### I
- Iain Marshall (1949–2012), neuseeländischer Fußballspieler
- Ian Marshall (Fußballspieler) (* 1966), englischer Fußballspieler
- Ian Howard Marshall (1934–2015), methodistischer Theologe
- Ika Hügel-Marshall (1947–2022), deutsche Schriftstellerin, Pädagogin und Aktivistin der afrodeutschen Bewegung

### J
- Jack Marshall (Rennfahrer), britischer Motorradrennfahrer
- Jack Marshall (Fußballspieler, 1892) (John Marshall; 1892–1964), schottisch-US-amerikanischer Fußballspieler
- Jack Marshall (Fußballspieler, 1895) (John Marshall; 1895–1968), englischer Fußballspieler
- Jack Marshall (Politiker) (1912–1988), neuseeländischer Politiker (New Zealand National Party)
- Jack Marshall (Fußballspieler, 1917) (John Gilmore Marshall; 1917–1998), englischer Fußballspieler und -trainer
- Jack Marshall (Komponist) (1921–1973), US-amerikanischer Gitarrist, Komponist, Arrangeur und Musikproduzent
- Jacqueline Marshall (* 1957), australische Ruderin y!-- https://www.olympedia.org/athletes/35329 -->
- Jahkeele Marshall-Rutty (* 2004), kanadischer Fußballspieler
- James Marshall (Maler) (1838–1902), niederländisch-deutscher Maler
- James Marshall (Schachspieler) (1866–1926), schottischer Schachspieler
- James Marshall (Fußballspieler) (1908–1977), schottischer Fußballspieler
- James Marshall (Autor) (1942–1992), US-amerikanischer Kinderbuchautor
- James Marshall (Komponist) (* 1949), US-amerikanischer Komponist
- James Marshall (Jazzmusiker) (* um 1950), US-amerikanischer Jazzmusiker
- James Marshall (Regisseur) (* 1962), kanadischer Fernsehregisseur und Produzent
- James Marshall (Schauspieler) (* 1967), US-amerikanischer Schauspieler
- James Marshall (Künstler) (* 1968), US-amerikanischer Künstler
- James Marshall (Cricketspieler) (* 1979), neuseeländischer Cricketspieler
- James Marshall (Rugbyspieler) (* 1988), neuseeländischer Rugbyspieler
- James C. Marshall (General) (1897–1977), US-amerikanischer General
- James C. Marshall (Politiker) (* 1948), US-amerikanischer Politiker
- James W. Marshall (1810–1885), US-amerikanischer Goldsucher
- James William Marshall (Politiker, 1822) (1822–1910), US-amerikanischer Politiker, Postminister
- James William Marshall (Politiker, 1844) (1844–1911), US-amerikanischer Politiker (Virginia)
- Jason Marshall (Eishockeyspieler) (* 1971), kanadischer Eishockeyspieler
- Jason Marshall (Tennisspieler) (* 1978), US-amerikanischer Tennisspieler
- Jason Marshall (Musiker) (* 1983), US-amerikanischer Jazzmusiker
- Jason Marshall (Rugbyspieler) (* 1985), kanadischer Rugby-Union-Spieler
- Jason Marshall (Footballspieler) (* 2002), US-amerikanischer American-Football-Spieler
- Jean Marshall († 2014), britische Sängerin und Gesangslehrerin
- Jennifer Marshall (* 1960), US-amerikanische Ruderin
- Jesse Marshall (* 1980), US-amerikanischer Skirennläufer
- Jim Marshall (Unternehmer) (1923–2012), englischer Unternehmer
- Jim Marshall (Fotograf) (1936–2010), US-amerikanischer Fotograf von Musikern
- Jim Marshall (* 1948), US-amerikanischer Politiker, siehe James C. Marshall (Politiker)
- Joan Marshall (1931–1992), US-amerikanische Schauspielerin
- Joe Truesdell Marshall, Jr. (1918–2015), US-amerikanischer Biologe

- John Marshall (Bischof) (auch John Marshal; † 1496), englischer Geistlicher, Bischof von Llandaff
- John Marshall (Kapitän) (1748–1819), englischer Kapitän
- John Marshall (1755–1835), US-amerikanischer Jurist und Politiker
- John Marshall (Mediziner) (1818–1891), britischer Arzt und Physiologe
- John Marshall (Fußballspieler, 1859) (1859–1938), schottischer Fußballspieler
- John Marshall (Archäologe) (1876–1958), britischer Archäologe
- John Marshall (Politiker, 1856) (1856–1922), US-amerikanischer Politiker (Kentucky)
- John Marshall, ein Pseudonym von Marcello Giuseppe Caifano (1911–2003), US-amerikanischer Mobster
- John Marshall (Rugbyspieler) (1929–2012), schottischer Rugby-Union-Spieler
- John Marshall (Schwimmer) (1930–1957), australischer Schwimmer
- John Marshall (Ethnologe) (1932–2005), US-amerikanischer Ethnologe und Dokumentarfilmer
- John Marshall (Politiker, 1940) (* 1940), britischer Politiker (Conservative Party), MdEP 1979–1989
- John Marshall (Segler) (* 1942), US-amerikanischer Segler
- John Marshall (Trompeter) (1952–2025), US-amerikanischer Jazzmusiker
- John Marshall (Leichtathlet) (* 1963), US-amerikanischer Mittelstreckenläufer
- John Marshall (Fußballspieler, 1964) (* 1964), englischer Fußballspieler und -trainer
- John Marshall, Geburtsname von Fat Jon (* 1969), US-amerikanischer Musikproduzent
- John Aloysius Marshall, US-amerikanischer Bischof
- John C. Marshall (1941–2012), britischer Musiker
- John Stanley Marshall (1941–2023), britischer Schlagzeuger
- Joy Marshall (1936–1968), US-amerikanische Pop- und Jazzsängerin
- Julian Marshall (1836–1903), englischer Autor, Kunstsammler und Tennisspieler
- Justin Marshall (* 1973), neuseeländischer Rugby-Union-Spieler

### K
- Kaiser Marshall (1902–1948), US-amerikanischer Jazzmusiker
- Karyn S. Marshall (* 1956), US-amerikanische Gewichtheberin
- Katherine Marshall, siehe Kitty Marshall (1870–1947), englisch-britische Suffragette
- Katherine Tupper Marshall (1882–1978), US-amerikanische Schauspielerin, Autorin und Generalsgattin
- Keith Marshall (Baseballspieler) (* 1951), US-amerikanischer Baseballspieler
- Keith Marshall (Musiker) (* 1956), britischer Sänger, Gitarrist und Songwriter
- Ken Marshall (* 1950), US-amerikanischer Schauspieler
- Kendall Marshall (* 1991), US-amerikanischer Basketballspieler
- Kerry James Marshall (* 1955), US-amerikanischer Künstler
- Kevin Marshall (Eisschnellläufer) (* 1973), kanadischer Eisschnellläufer
- Kevin Marshall (* 1989), kanadischer Eishockeyspieler
- Kimberly Marshall (* 1959), US-amerikanischer Organistin
- Kimron Marshall (* 1993), grenadischer Fußballspieler
- Kirstie Marshall (* 1969), australische Freestyle-Skierin
- Kris Marshall (* 1973), britischer Schauspieler

### L
- L. L. Marshall (1888–1958), US-amerikanischer Politiker
- Larry Marshall (schottischer Schauspieler) (1924–2012), schottisch-italienischer Schauspieler und Comedian (geboren als Americo Tomasso)
- Larry Marshall (Musiker) (1941–2017), jamaikanischer Reggae-Musiker (geboren als Fitzroy Marshall)
- Larry Marshall (Schauspieler) (* 1943), US-amerikanischer Schauspieler, Sänger und Regisseur
- Larry Marshall (Footballspieler) (* 1950), US-amerikanischer Footballspieler (geboren als Lawrence Eugene Marshall)
- Larry R. Marshall (* 1962), australischer Wissenschaftler, Entrepreneur und ehemaliger Vorstandsvorsitzender der CSIRO
- Lee Marshall (Sportansager) (1949–2014), US-amerikanischer Sportansager und Synchronsprecher
- Lee Marshall (Fußballspieler, 1975) (* 1975), englischer Fußballspieler
- Lee Marshall (Fußballspieler, 1979) (* 1979), englischer Fußballspieler
- Leonel Marshall senior (Leonel Marshall Steward, Sr.; * 1954), kubanischer Volleyballspieler
- Leonel Marshall junior (Leonel Marshall Borges, Jr.; * 1979), kubanischer Volleyballspieler
- Leroy T. Marshall (1883–1950), US-amerikanischer Politiker
- Lloyd Marshall (1914–1967), US-amerikanischer Boxer
- Logan Marshall-Green (* 1976), US-amerikanischer Schauspieler
- Lois Marshall (1925–1997), kanadische Sängerin und Gesangspädagogin
- Lois Irene Marshall (1873–1958), Second Lady der Vereinigten Staaten
- Lorna Marshall (1898–2002), US-amerikanische Anthropologin

### M
- Malcolm Marshall (1958–1999), barbadischer Cricketspieler
- Malcolm Marshall (Fußballspieler) (* 1985), barbadischer Fußballspieler
- Malcolm Yeaman Marshall (1889–1957), US-amerikanischer Entomologe
- Marc Marshall (* 1963), deutscher Bariton
- Marc Marshall (Fußballspieler) (* 1985), grenadischer Fußballspieler
- Marcus Marshall (* 1978), australischer Rennfahrer
- Marie Marshall (* im 20. Jahrhundert), Schauspielerin
- Marion Marshall (1929–2018), US-amerikanische Schauspielerin
- Mark Marshall (* 1987), englischer Fußballspieler
- Marlo Marshall (* 1983), vincentischer Fußballspieler
- Mary Paley Marshall (1850–1944), britische Wirtschaftswissenschaftlerin und Hochschullehrerin
- Mat Marshall (* 1990), neuseeländischer Radrennfahrer
- Maurice Marshall (1927–2013), neuseeländischer Mittelstreckenläufer
- Melanie Marshall (* 1982), britische Schwimmerin
- Michael Marshall (Politiker) (1930–2006), britischer Politiker
- Michael Marshall (Bischof) (* 1936), britischer Geistlicher, Bischof von Woolwich
- Michael Marshall (Dartspieler), englischer Dartspieler
- Michael Marshall (Kameramann), US-amerikanischer Kameramann
- Michael Marshall (Sänger) (* 1965), US-amerikanischer Sänger
- Michael Marshall Smith (* 1965), englischer Autor
- Miguel Marshall (* 2002), Fußballspieler der Britischen Jungferninseln
- Mike Marshall (Baseballspieler, 1943) (* 1943), US-amerikanischer Baseballspieler
- Mike Marshall (Schauspieler) (1944–2005), französisch-amerikanischer Schauspieler
- Mike Marshall (Musiker) (* 1957), US-amerikanischer Musiker
- Mike Marshall (Baseballspieler, 1960) (* 1960), US-amerikanischer Baseballspieler

### N
- N. Monroe Marshall (1854–1935), US-amerikanischer Politiker
- Naaman Marshall, US-amerikanischer Szenenbildner
- Nadine Marshall (* 1972), britische Schauspielerin
- Neal Marshall (* 1969), kanadischer Eisschnellläufer
- Neil Marshall (* 1970), britischer Regisseur
- Nikki Marshall (* 1988), US-amerikanische Fußballspielerin
- Norman Bertram Marshall (1915–1996), britischer Meeresbiologe

### O
- O’Neal Marshall (* 1971), barbadischer Segler
- Oren Marshall (* 1966), englischer Tubist

### P
- Pam Marshall (* 1960), US-amerikanische Leichtathletin
- Pat Marshall (* 1946), Sprinter aus Trinidad und Tobago
- Paul Marshall (Schwimmer) (1961–2009), britischer Schwimmer
- Paul A. Marshall (* 1948), englischer Politologe
- Paula Marshall (* 1964), US-amerikanische Schauspielerin
- Paule Marshall (1929–2019), US-amerikanische Schriftstellerin
- Penelope Marshall (* 1989), neuseeländische Schwimmerin
- Penny Marshall (1943–2018), US-amerikanische Regisseurin, Filmproduzentin und Schauspielerin
- Peter Marshall (Prediger) (1902–1949), amerikanischer Pfarrer
- Peter Marshall (Entertainer) (1926–2024), amerikanischer Entertainer
- Peter Marshall (Schriftsteller) (* 1939), britischer Schriftsteller
- Peter Marshall (Historiker) (* 1946), englischer Historiker und Autor
- Peter Marshall (Schiedsrichter) (* 1955), australischer Rugby-Union-Schiedsrichter
- Peter Marshall (Schauspieler) (1957–1986), britischer Schauspieler
- Peter Marshall (Squashspieler) (* 1971), englischer Squashspieler
- Peter Marshall (Schwimmer) (* 1982), amerikanischer Schwimmer
- Peter K. Marshall (Peter Kenneth Marshall; 1934–2001), US-amerikanischer Philologe

### R
- Ralph Marshall (1894–1981), US-amerikanischer Sportschütze
- Rawle Marshall (* 1982), US-amerikanischer Basketballspieler
- Ray Marshall (* 1928), US-amerikanischer Ökonom und Politiker
- Rebecca Marshall, englische Schauspielerin
- Robert Marshall (Fußballspieler) (1864–1924), schottischer Fußballspieler
- Robert Marshall (Bischof) (* 1959), US-amerikanischer Geistlicher, Bischof von Alexandria
- Robert Marshall Jr. (* 1960), US-amerikanischer Filmregisseur, Filmproduzent und Choreograf, siehe Rob Marshall
- Robert Marshall (Snookerspieler) (* 1964), englischer Snookerspieler
- Robert O. Marshall († 2015), US-amerikanischer Versicherungskaufmann und Krimineller
- Róbert Marshall (* 1971), isländischer Politiker
- Rocky Marshall (* 1967), englischer Schauspieler
- Roger Marshall (Mediziner) (um 1417–1477), britischer Mediziner und Mathematiker
- Roger Marshall (Drehbuchautor) (1934–2020), britischer Drehbuchautor
- Roger Marshall (Rennfahrer) (* 1951), britischer Motorradrennfahrer
- Roger Marshall (Politiker) (* 1960), US-amerikanischer Politiker
- Roy M. Marshall (1923–2002), Generalmajor der US Air Force
- Russell Marshall (1936–2025), neuseeländischer Politiker und Diplomat

### S
- S. L. A. Marshall (Samuel Lyman Atwood Marshall; 1900–1977), US-amerikanischer Kriegsberichterstatter und Militärhistoriker
- Samantha Marshall, antiguanische Politikerin
- Samuel S. Marshall (1821–1890), US-amerikanischer Politiker
- Sarah Marshall (1933–2014), britische Schauspielerin
- Savannah Marshall (* 1991), englische Boxerin
- Scott Marshall (Regisseur) (* 1969), US-amerikanischer Regisseur
- Scott Marshall (Fußballspieler) (* 1973), schottischer Fußballspieler und -trainer
- Sean Marshall (* 1965), US-amerikanischer Schauspieler
- Sean Marshall (Basketballspieler) (* 1985), US-amerikanischer Basketballspieler
- Shameka Marshall (* 1983), US-amerikanische Leichtathletin
- Shane Marshall (* 1972), dominicanischer Fußballspieler
- Skye P. Marshall (* 1985), amerikanische Schauspielerin
- Sophie Marshall (* 1983), deutsche Altgermanistin
- Sperry Marshall (1930–2002), australischer Sportschütze
- Stephen Marshall (~1594–1655), englischer Geistlicher
- Steve Marshall (* 1960), kanadischer Ringer
- Steven Marshall (Politiker) (* 1968), australischer Politiker
- Steven Marshall (Volleyballspieler) (* 1989), kanadischer Volleyball- und Beachvolleyballspieler
- Stuart Marshall (1949–1993), britischer Filmregisseur

### T
- Ted Marshall, Szenenbildner und Artdirector
- Teitur Marshall (* 1979), isländischer Tennisspieler
- Terrace Marshall Jr. (* 2000), US-amerikanischer American-Football-Spieler
- Thomas Marshall (Fußballspieler) (1858–1917), englischer Fußballspieler
- Thomas Marshall (Politiker) (1817–1873), US-amerikanischer Politiker (Illinois)
- Thomas Alexander Marshall (1794–1871), US-amerikanischer Politiker
- Thomas Ansell Marshall (1827–1903), britischer Entomologe und Geistlicher
- Thomas Francis Marshall (1801–1864), US-amerikanischer Politiker
- Thomas Frank Marshall (1854–1921), US-amerikanischer Politiker
- Thomas H. Marshall (1893–1981), britischer Soziologe
- Thomas Riley Marshall (1854–1925), US-amerikanischer Politiker
- Thurgood Marshall (1908–1993), US-amerikanischer Richter
- Tim Marshall (* 1959), britischer Autor und Experte für Außenpolitik
- Tonie Marshall (1951–2020), französische Schauspielerin, Drehbuchautorin und Regisseurin
- Tony Marshall (1938–2023), deutscher Schlager- und Opernsänger
- Tony Marshall (Gitarrist) (* 1944), britischer Jazzmusiker
- Tony Marshall (Schauspieler) (* 1974), britischer Schauspieler
- Tony Marshall (Snookerspieler), englischer Snookerspieler
- Tristan Marshall (* 2003), vincentischer Fußballspieler
- Tully Marshall (1864–1943), US-amerikanischer Theater- und Filmschauspieler
- Tyrone Marshall (* 1974), jamaikanischer Fußballspieler

### V
- Victor Fray Marshall (1913–2001), US-amerikanischer Urologe

### W
- Walter Marshall, Baron Marshall of Goring (1932–1996), britischer Physiker
- Wayne Marshall (* 1961), englischer Pianist, Organist und Dirigent
- Wendell Marshall (1920–2002), US-amerikanischer Jazz-Bassist
- William Marshall (Übersetzer) († 1540?), englischer Reformer, Drucker und Übersetzer
- William Marshall (Komponist) (1748–1833), schottischer Musiker und Komponist
- William Marshall (Zoologe) (1845–1907), deutscher Zoologe und Hochschullehrer
- William Marshall (General) (1865–1939), britischer Generalleutnant
- William Marshall (Schauspieler, 1917) (1917–1994), US-amerikanischer Regisseur, Schauspieler und Sänger
- William Marshall (Fußballspieler) (fl. 1922), englischer Fußballspieler
- William Marshall (Schauspieler, 1924) (1924–2003), US-amerikanischer Schauspieler
- William Cecil Marshall (1849–1921), englischer Tennisspieler
- William Leonard Marshall (1944–2003), australischer Schriftsteller
- William Louis Marshall (1846–1920), US-amerikanischer Brigadegeneral
- William Rainey Marshall (1825–1896), US-amerikanischer Politiker
- William Randolph Marshall, eigentlicher Name von Billy Marshall Stoneking (1947–2016), US-amerikanisch-australischer Dichter, Drehbuchautor und Filmproduzent
- William Thomas Marshall (1907–1975), britischer Bauingenieur und Hochschullehrer

### Y
- Yohance Marshall (* 1986), trinidadischer Fußballspieler

### Z
- Zena Marshall (1925–2009), britische Schauspielerin